# さくらちさと
さくら ちさとは、日本の作詞家。主に演歌の作詞を手がけている。

## 略歴
- 2000年、作詞家・星野哲郎に師事[1]。星野の一番弟子である作詞家・古野哲也との出会いをきっかけに、本格的に作詞を学ぶ決心をする[2]。
- 2001年、『第34回日本作詩大賞』にて最優秀新人賞を受賞[2]。
- 2005年、あさみちゆきのアルバム『あさみのうたII』収録曲「夕焼けブランコ」で、作詞家デビュー[2]。
- 2007年には「年々歳々」が瀬川瑛子のシングル表題曲に採用された。
- 2017年、ラジオ番組の人気投票で「女の花舞台」が石原詢子のシングル表題曲に選ばれる[3]。
- 2022年、田中あいみに提供した「大阪ロンリネス」が『第55回日本作詩大賞』で審査員特別賞を受賞[4]。
- 2023年、川野夏美に提供した「紅い螢」がJOYSOUNDカラオケランキングの演歌・歌謡曲新曲部門で年間1位を獲得した[5]。

## 主な作詞作品

### あ行
- あさみちゆき
  - 「夕焼けブランコ」（2005年）
  - 「萬年橋から清洲橋」（2008年）
  - 「青春の忘れもの」（2010年）
  - 「ふるさとの木の下で…」（2011年）
  - 「愛染桜」（2013年）
  - 「夜祭り囃子」（2014年）

- あさみちゆき&網倉一也
  - 「再会・トワイライト」（2013年）

- 石原詢子
  - 「女の花舞台」（2017年）

- 出光仁美
  - 「大川くだり」（2023年）

- 岩出和也
  - 「大阪の月」（2024年）

- 岩本公水
  - 「こまくさ帰行」「姫鏡台」（2012年）
  - 「愛のせせらぎ」（2013年）
  - 「涙の数」（2018年）

- 大江裕
  - 「城崎しぐれ月」（2023年）
  - 「高山の女よ」（2024年）

### か行
- 川野夏美
  - 「想い千すじ」「ふるさと行き」（2021年）
  - 「紅い螢」（2023年）

- キム・ヨンジャ
  - 「ひとり冬景色」（2014年）
  - 「モナリザの微笑」（2016年）

- 黒川真一朗
  - 「東京演歌」（2022年）
  - 「大阪演歌」「東京灯り」（2023年）

### さ行
- 瀬川瑛子
  - 「年々歳々」（2007年）
  - 「これからですね」（2007年）

- 瀬口侑希
  - 「運命の悪戯」（2022年）

### た行
- 田中あいみ
  - 「大阪ロンリネス」（2022年）

- チェウニ
  - 「雨の夜想曲」「せつない唇」（2013年）
  - 「アリベデルチ・ヨコハマ」（2014年）
  - 「ミッドナイト・アワー〜Yokohama Fall in love〜」（2014年）
  - 「粉雪のエピローグ」（2014年）

- チェウニ&ジョニ男
  - 「灼熱の恋の物語〜KUMAGAYA Fall in love〜」（2018年）
  - 「羽田発・最終便」（2018年）

- 知里
  - 「追いかけて」「ひとりじゃないから」（2012年）

- 鳥羽一郎
  - 「港こぼれ花」（2019年）

### な行
- 内藤やす子
  - 「あなたがいれば」（2016年）

- 長保有紀
  - 「霧笛にぬれて」（2024年）
  - 「おっとり節」（2024年）

### は行
- 走裕介
  - 「私の夏は来ぬ」（2016年）

- 半田浩二
  - 「横濱・ハイカラ酒場」（2010年）
  - 「淡島通り」（2013年）

- 藤井香愛
  - 「TOKYO迷子」（2019年）
  - 「東京マスカレード」（2019年）

### ま行
- 松前ひろ子
  - 「待雪草」（2023年）
  - 「漁り火情歌」（2024年）

- 水森かおり
  - 「北上川旅情」（2024年）

- 三丘翔太
  - 「釧路発5時35分根室行き」（2023年）
  - 「捨てられないの」（2023年）

- みゆき&舞（永井みゆき・みずき舞）
  - 「なぐさめ・ナイト」（2013年）

- 三善英史
  - 「渋谷通り雨」（2017年）
  - 「秋・恋ほたる」（2017年）

### や行以降
- 湯原昌幸
  - 「たそがれロマン」（2024年）